# Lichefiere
Lichefierea este procesul de transformare a gazului în lichid. Un caz particular al acestui proces este condensarea.